# Уилям Куабена Тиеро
Уилям Квабена Тиеро (роден на 3 декември 1980 г.) е ганайски футболист, който се състезава за българския клуб ЦСКА (София).

## Кариера
Тиеро играе в Олимпийския отбор по футбол на Гана на игрите през 2004 година, който отпада в първия кръг, завършвайки на 3-то място в група „Б“.
Ииграе и в 3-те мача срещу Италия, Парагвай и Япония, вкарва и 1 гол.